# Nat Young (surfeur américain)
Pour les articles homonymes, voir Nat Young et Young.
Nat Young est un surfeur professionnel américain né le 17 juin 1991 à Santa Cruz, en Californie.

## Biographie
Nat Young débute sur le circuit Qualifying Series en tant que wild card en 2008 à l'âge de 16 ans puis l'intègre en 2010. En 2013, il intègre le Championship Tour, élite du surf mondial. Il remporte sa première victoire en QS en 2012 lors du Vans Pier Classic organisé à Huntington Beach en Californie. Il est élu Rookie of the year en 2013.

## Palmarès et résultats
- 2008 :
  - 1er du O'Neill Coldwater Classic Santa Cruz à Santa Cruz (États-Unis)

- 2010 :
  - 2e du SriLankan Airlines Pro à Pottuvil (Sri Lanka)
  - 3e du O'Neill Coldwater Classic Santa Cruz à Santa Cruz (États-Unis)

- 2011 :
  - 4e du Reef Hawaiian Pro sur le North Shore d'Oahu (Hawaï)

- 2012 :
  - 1er du Vans Pier Classic à Huntington Beach (États-Unis)
  - 3e du Mr Price Pro Ballito à Ballito (Afrique du Sud)
  - 3e du SATA Airlines Azores Pro à São Miguel (Açores)

- 2013 :
  - 2e du Rip Curl Pro Bells Beach à Bells Beach (Australie)
  - 3e du Oakley Pro Bali à Bali (Indonésie)
  - 2e du Rip Curl Pro Portugal à Peniche (Portugal)

- 2014 :
  - 2e du Fiji Pro à Tavarua (Fidji)

- 2015
  - 3e du Rip Curl Pro Bells Beach à Bells Beach (Australie)
  - 3e du Drug Aware Margaret River Pro à Margaret River (Australie)

### Classements
| Année             | 2011 | 2012 | 2013 | 2014 |
| ----------------- | ---- | ---- | ---- | ---- |
| Championship Tour |      |      | 8e   | 13e  |
| Qualifying Series | 48e  | 29e  | 9e   |      |